# 万代橋 (水戸市)
万代橋（よろずよばし
）は、茨城県水戸市の那珂川に架かる、国道349号の橋である。

## 歴史
初代の万代橋が架けられたのは1919年で、それ以前は渡し船「青柳の渡し」が両岸を結んでいた。水戸八景の一つである「青柳夜雨」に詠まれたのもこの付近である。那珂川は1602年から洪水の記録が残る暴れ川として知られ、昭和後期から平成にかけても1986年や1998年の水害で水戸市内の流域に甚大な被害をもたらした。
1994年に、茨城県内初の斜張橋に架け替えられた。この時の橋を「新万代橋（しんよろずよばし）」とも称する。

## 構造
2本の主塔の高さは34mで、フィン型の1面ケーブル式。外径139mm、136mm、162mmのケーブル24本で橋桁を吊架している。全長357.6m、幅員24.5mで、上下各2車線の車道（車道幅員14.7m）と、両側に各3.5mの歩道が付設されている。主塔と高欄は青色に塗装されている。

## 周辺

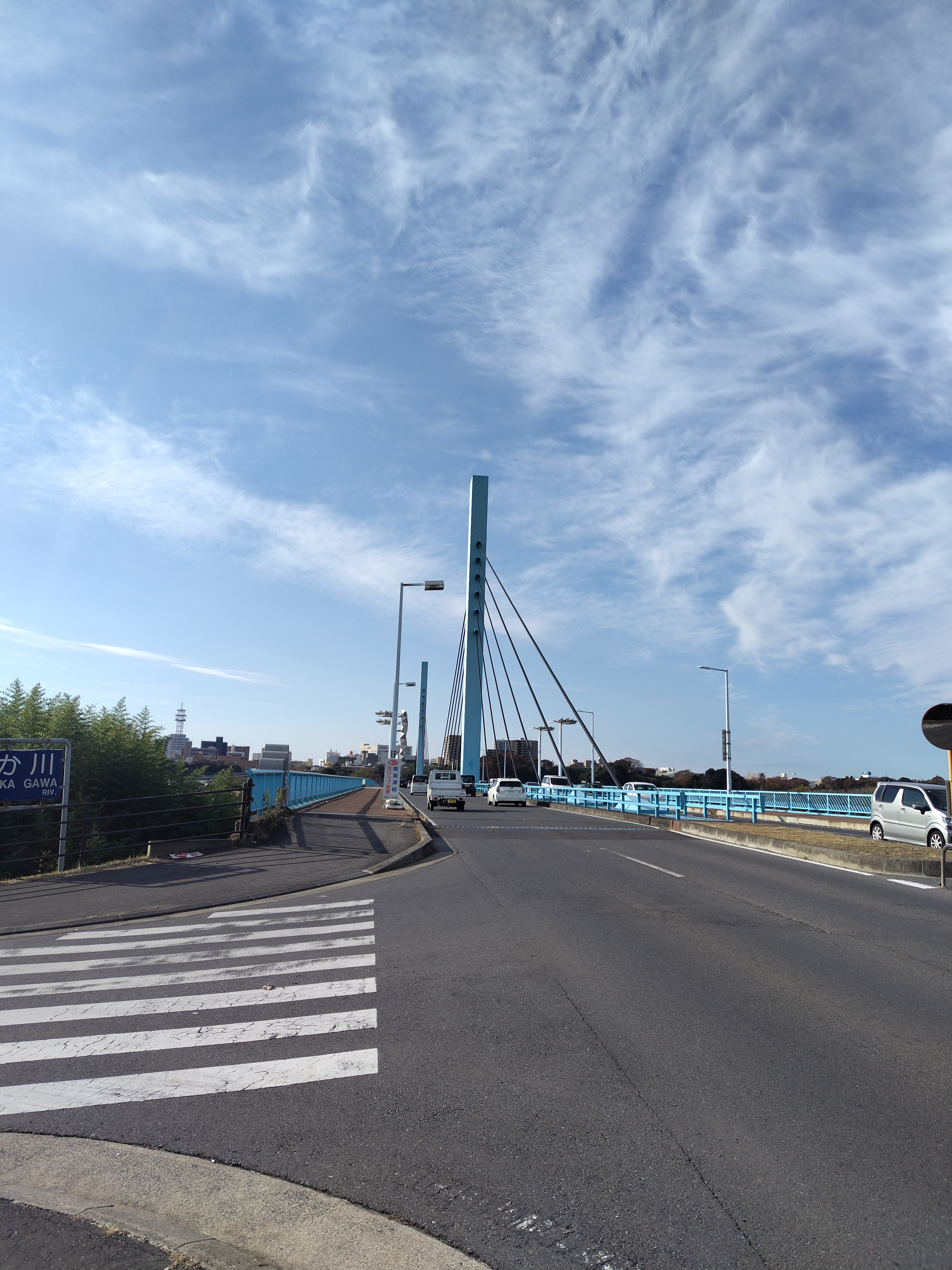
左岸より。奥の台地は水戸の中心市街地。水戸芸術館の特徴的な塔が見える。

北西から南東に流れる那珂川に架かり、右岸が水戸市根本、左岸は水戸市青柳町となる。南進すると台地上の中心市街地の南町3丁目交差点で国道50号に交差するほか、梅香トンネルを経て千波湖や水戸市役所方面に通じる。北は水戸市北郊の青柳町や柳河町、那珂市方面へと通じる。国道349号およびその旧道は、古くは水戸城と棚倉城を結ぶ「棚倉街道」とも呼ばれた。
隣接する橋は、約3.3km上流の国道118号の千歳橋、約1.7km下流の水府橋となる。